# Миллей, Диана
Диа́на Ми́ллей (англ. Diana Millay; 7 июня 1935, Рай, Нью-Йорк — 8 января 2021, Нью-Йорк, Нью-Йорк) — американская актриса театра и телевидения, в единичных случаях также выступала как киноактриса. Наиболее запомнилась зрителю исполнением роли Лоры Коллинз в мыльной опере «Мрачные тени», в которой за три года она появилась в 62 эпизодах. Также имела некоторую известность как писательница: после окончания карьеры актрисы она написала три книги.

## Биография
Диана Клэр Миллей родилась 7 июня 1934 года в городке Рай (штат Нью-Йорк, США). С детства стала работать моделью: для корпорации Montgomery Ward, для фотографа-документалиста Дэвида Коновера, для модельного агентства Джона Роберта Пауэрса. Со школьных лет начала играть в летних театрах, в 1957 году впервые появилась на Бродвее.
С 1955 года начала сниматься в телесериалах, гораздо реже — в кинофильмах. Её кинокарьера продолжалась 16 лет (с 1955 по 1971 год), за которые она появилась в 42 телесериалах, одном телефильме и трёх кинофильмах.
В 1962 году получила полуофициальный титул «мисс Эмми».
Диана Миллей скончалась 8 января 2021 года в Нью-Йорке. Похоронена на кладбище «Зелёный лес».
Личная жизнь
1 октября 1966 года (помолвлена с августа 1966 года) Миллей вышла замуж за бродвейского продюсера по имени Джеффри Джонс. 7 июня 1967 года у них родился сын, которого назвали Кайли Кристофер (ныне известен как Кайли Джонс). В 1968 году пара развелась.

## Бродвейские работы
- 1957—1958 — Честная игра / Fair Game — Джанет
- 1958 — Выпей только за меня / Drink to Me Only — Сэнди Уэнделл
- 1965 — Боинг-Боинг[англ.] / Boeing-Boeing — Джанет

## Избранная фильмография

### Широкий экран
- 1957 — Улица грешников[англ.] / Street of Sinners — Джоан
- 1967 — Тарзан и Великая река[англ.] / Tarzan and the Great River — доктор Энн Филипс, американский врач, пытающаяся делать прививки индейцам Бразилии
- 1971 — Ночь мрачных теней[англ.] / Night of Dark Shadows — Лора Коллинз

### Телевидение
- 1959 — Омнибус[англ.] / Omnibus — Флора Дора Дин (в выпуске Forty-Five Minutes from Broadway)
- 1959—1963 — Час United States Steel[англ.] / The United States Steel Hour — разные роли (в 3 эпизодах)
- 1960 — Отец знает лучше[англ.] / Father Knows Best — разные роли (в 2 эпизодах)
- 1960 — Человек с Запада / The Westerner — «Джефф» (в эпизоде Jeff)
- 1960 — Жизнь и житие Уайатта Эрпа[англ.] / The Life and Legend of Wyatt Earp — Хелен Крэддок (в эпизоде Shoot to Kill)
- 1960 — Тюряга[англ.] / Lock-Up — Элли Дэниэлс (в эпизоде The Sisters)
- 1960 — Акванавты[англ.] / The Aquanauts — Пег Найт (в эпизоде Night Dive)
- 1960 — Дилижанс на Запад[англ.] / Stagecoach West — Марта Уитлок (в эпизоде Red Sand)
- 1960 — Успех Доби Гиллис[англ.] / The Many Loves of Dobie Gillis — разные роли (в 2 эпизодах[англ.])
- 1960 — Маверик / Maverick — Диана Данджерфилд (в эпизоде Dodge City or Bust[англ.])
- 1960—1961 — Шоу Тэба Хантера[англ.] / The Tab Hunter Show — разные роли (в 2 эпизодах)
- 1961 — Триллер[англ.] / Thriller — Эллен МакКинстри (в эпизоде Man in the Cage)
- 1961 — Стрелок[англ.] / The Rifleman — Элизабет Гарретт Блэк (в эпизоде The Actress)
- 1961 — Данте[англ.] / Dante — Марси Коллинз (в эпизоде Around a Dark Corner)
- 1961 — Бонанза / Bonanza — Диана Кейли (в эпизоде The Dream Riders[англ.])
- 1961 — Дымок из ствола / Gunsmoke — Мелинда (в эпизоде Melinda Miles[англ.])
- 1961 — Тихоня Смит[англ.] / Whispering Smith — Эллен Бланш (в эпизоде Dark Circle)
- 1961 — Гавайский детектив[англ.] / Hawaiian Eye — Алисия Томпсон (в эпизоде The Moon of Mindanao)
- 1961 — Шоссе 66[англ.] / Route 66 — Шарлотта Ли (в эпизоде Birdcage on My Foot[англ.])
- 1961 — Новая порода[англ.] / The New Breed — Конни Уимс (в эпизоде Blood Money)
- 1961—1963 — Перри Мейсон / Perry Mason — разные роли (в 3 эпизодах)
- 1962 — Цель — коррупционеры![англ.] / Target: The Corruptors! — Патриша Уилсон (в 2 эпизодах)
- 1962 — Ларами[англ.] / Laramie — Джули Келехер (в эпизоде Justice in a Hurry)
- 1962 — Шоу Дика Пауэлла[англ.] / The Dick Powell Show — Салли Пэйн (в эпизоде The Boston Terrier)
- 1962 — Караван повозок[англ.] / Wagon Train — Хелен Кроуфорд (в эпизоде The Cole Crawford Story[англ.])
- 1962 — Истории Уэллс-Фарго[англ.] / Tales of Wells Fargo — Рут Рирдон (в эпизоде The Gold Witch[англ.])
- 1962—1963 — Сыромятная плеть / Rawhide — разные роли (в 2 эпизодах)
- 1963 — Три моих сына[англ.] / My Three Sons — Сьюзан Хопкинс (в эпизоде How to Impress a Woman)
- 1963 — Путешествия Джейми Макфитерса[англ.] / The Travels of Jaimie McPheeters — Тэсси (в эпизоде The Day of the Skinners)
- 1963 — Темпл Хьюстон[англ.] / Temple Houston — Марси Баннистер (в эпизоде Thunder Gap)
- 1964 — Сансет-стрип, 77[англ.] / 77 Sunset Strip — Франси О’Хара (в эпизоде Alimony League)
- 1964 — Одиннадцатый час[англ.] / The Eleventh Hour — Мона (в эпизоде How Do I Say I Love You?)
- 1964 — Арест и суд[англ.] / Arrest and Trial — Ивонна Блэр (в эпизоде Onward and Upward)
- 1964 — Вирджинец[англ.] / The Virginian — Альма Лоуэлл (в эпизоде Rope of Lies[англ.])
- 1964 — Человек от Д.Я.Д.И.[англ.] / The Man from U.N.C.L.E. — Эместайн Пеппер (в эпизоде The King of Knaves Affair[англ.])
- 1966—1969 — Мрачные тени / Dark Shadows — Лора Коллинз, «бессмертная женщина-феникс» (в 62 эпизодах)